# V360 Возничего
V360 Возничего (лат. V360 Aurigae) — одиночная переменная звезда в созвездии Возничего на расстоянии (вычисленном из значения параллакса) приблизительно 15568 световых лет (около 4773 парсеков) от Солнца. Видимая звёздная величина звезды — от +16,3m до +15,8m.

## Характеристики
V360 Возничего — красная пульсирующая медленная неправильная переменная звезда (LB) спектрального класса M. Эффективная температура — около 3337 K.